# Reykjavík Lufthavn
Reykjavik Lufthavn (IATA: RKV, ICAO: BIRK) er en lufthavn beliggende to kilometer vest for centrum af Islands hovedstad Reykjavik. Den er det centrale punkt for indenrigsflyvninger på Island, ligesom der er ruteflyvninger til Grønland og Færøerne. Mindre charterselskaber, privat- og ambulancefly benytter også lufthavnen. Den er landets andenstørste, efter Keflavík International Airport som er beliggende 50 km fra Reykjavik.
I 2011 ekspederede den 430.316 passagerer og 54.037 flybevægelser. Reykjavík Lufthavn ejes og drives af det statsejede Isavia. Air Iceland og Eagle Air har deres hovedhub i lufthavnen, ligesom Icelandair Group og Icelandair har deres hovedkontor på stedet.

## Historie
Den første flyvning fra lufthavnens område skete 3. september 1919, da et Avro 504, det første fly på Island, landede i Reykjavik. Indtil 1937 var der små forsøg på at drive regulær lufttrafik fra lufthavnen, men med grundlæggelsen af Islands ældste flyselskab, Flugfélag Akureyrar (nu Icelandair) i Akureyri i 1938, kom der regelmæssige flyoperationer på stedet. I marts 1940 begyndte den første regulære rutetrafik, da Flugfélag Akureyrar flyttede sin hub fra Akureyri til Reykjavík, og skiftede navn til Flugfélag Íslands.
Den nuværende lufthavn blev bygget af den britiske hær under Anden Verdenskrig på den sydlige kyst af Reykjaviks halvø. Byggeriet begyndte i oktober 1940, og den daværende landingsbane af græs blev udskiftet med én lavet af nedgravede olietønder. 6. juli 1946 overgav briterne lufthavnen til den islandske regering.
I 2000 iværksatte man en toårig renovering, som skulle forbedre terminalbygningen, samt opgradere landingssystem og gøre landingsbanerne bredere.
Under renoveringen var der en folkeafstemning i 2001, hvor byens indbyggere skulle stemme om at flytte lufthavnen ud af byens centrum. Med 49,3 % stemte for at flytte lufthavnen ud af byens centrum, og 48,1 % af stemmerne sagde at den skulle forblive på den nuværende placering frem til 2016 , hvor den nuværende byplan udløber.